# Sistema dos dois impérios

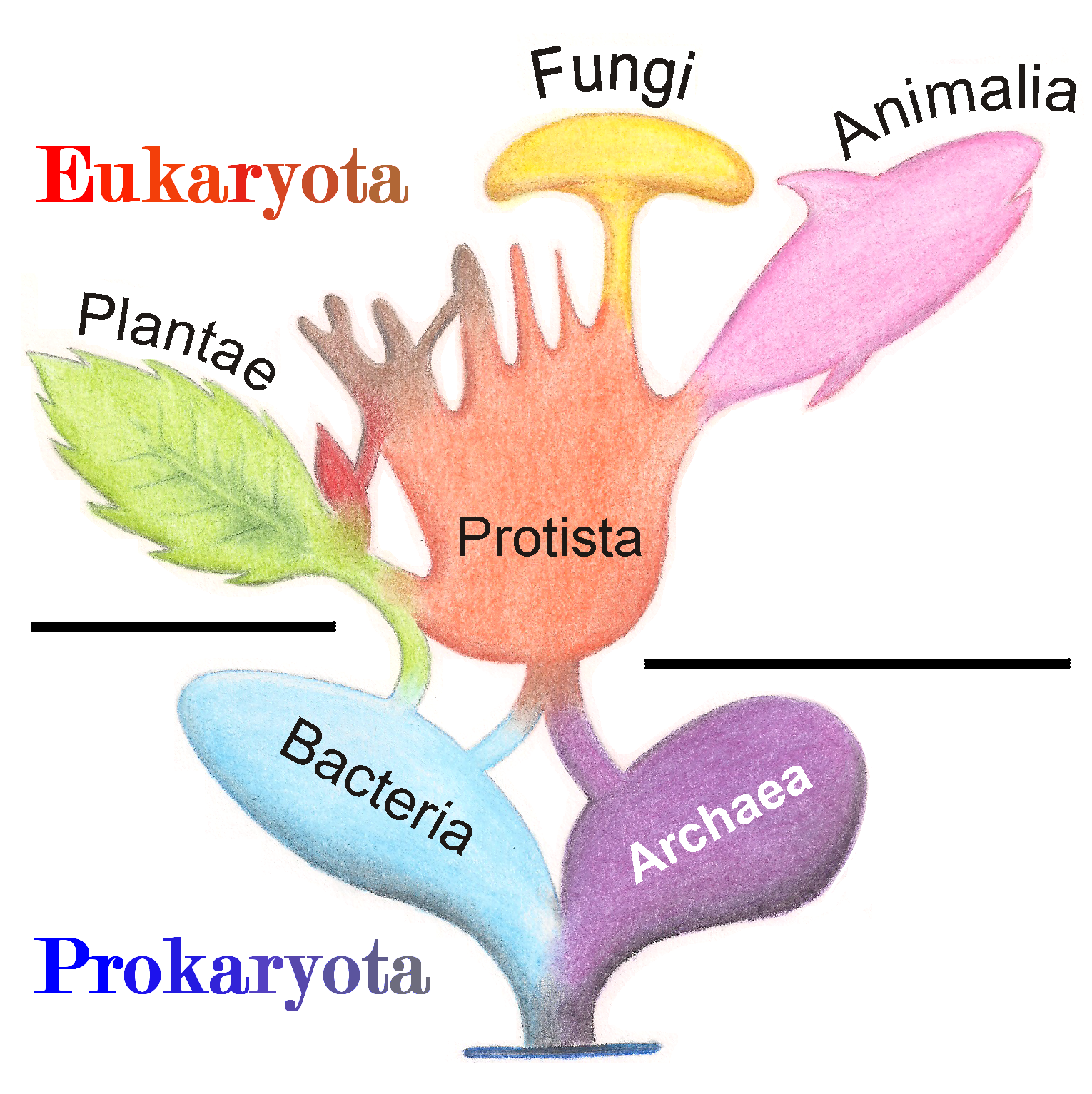
Árvore filogenética e simbiogênica de organismos vivos, mostrando as origens dos eucariotos e procariontes.

Sistema dos dois impérios ou sistema dos dois grupos era o sistema de classificação biológica de nível superior em uso geral antes do estabelecimento do sistema dos três domínios. Classificou a vida em Prokaryota e Eukaryota. Quando o sistema de três domínios foi introduzido, alguns biólogos preferiram o sistema de dois super-domínios, alegando que o sistema de três domínios enfatizava demais a divisão entre Archaea e Bacteria. No entanto, dado o estado atual do conhecimento e o rápido progresso no avanço científico biológico, especialmente devido às análises genéticas, essa visão quase desapareceu.
Alguns cientistas importantes, como Thomas Cavalier-Smith, ainda mantêm o sistema de dois impérios. O falecido Ernst Mayr, um dos principais biólogos evolucionistas do século XX, escreveu com desdém sobre o sistema de três domínios: "Não consigo ver nenhum mérito em uma classificação de três impérios". Além disso, o cientista Radhey Gupta defende um retorno ao sistema de dois impérios, alegando que a divisão primária dentro dos procariontes deve estar entre aqueles envolvidos por uma única membrana (monoderme), incluindo bactérias gram-positivas e arqueobactérias, e aqueles com uma membrana celular interna e externa (diderme), incluindo bactérias gram-negativas.
| Toda raiz taxonômico | Duas séries (controversas)                                                | Dois impérios/grupos                                                      | Três domínios                                                             | Seis reinos                                                               |
| -------------------- | ------------------------------------------------------------------------- | ------------------------------------------------------------------------- | ------------------------------------------------------------------------- | ------------------------------------------------------------------------- |
| Biota / Vitae vida   | Acytota / Aphanobionta (Víruses, Viroides, Príons?, ...) vida não-celular | Acytota / Aphanobionta (Víruses, Viroides, Príons?, ...) vida não-celular | Acytota / Aphanobionta (Víruses, Viroides, Príons?, ...) vida não-celular | Acytota / Aphanobionta (Víruses, Viroides, Príons?, ...) vida não-celular |
| Biota / Vitae vida   | Cytota vida celular                                                       | Prokaryota / Procarya (Monera)                                            | Bacteria                                                                  | Eubacteria                                                                |
| Biota / Vitae vida   | Cytota vida celular                                                       | Prokaryota / Procarya (Monera)                                            | Archaea                                                                   | Archaebacteria                                                            |
| Biota / Vitae vida   | Cytota vida celular                                                       | Eukaryota / Eukarya                                                       | Eukaryota / Eukarya                                                       | Protista                                                                  |
| Biota / Vitae vida   | Cytota vida celular                                                       | Eukaryota / Eukarya                                                       | Eukaryota / Eukarya                                                       | Fungi                                                                     |
| Biota / Vitae vida   | Cytota vida celular                                                       | Eukaryota / Eukarya                                                       | Eukaryota / Eukarya                                                       | Plantae                                                                   |
| Biota / Vitae vida   | Cytota vida celular                                                       | Eukaryota / Eukarya                                                       | Eukaryota / Eukarya                                                       | Animalia                                                                  |

Este sistema foi precedida por sistema dos três reinos de Haeckel: Animalia, Plantae e Protista.